# Porte Richelieu
La porte Richelieu est une porte disparue de Paris de l'enceinte de Louis XIII qui s'élevait au XVIIe siècle sur l'axe de la rue de Richelieu.

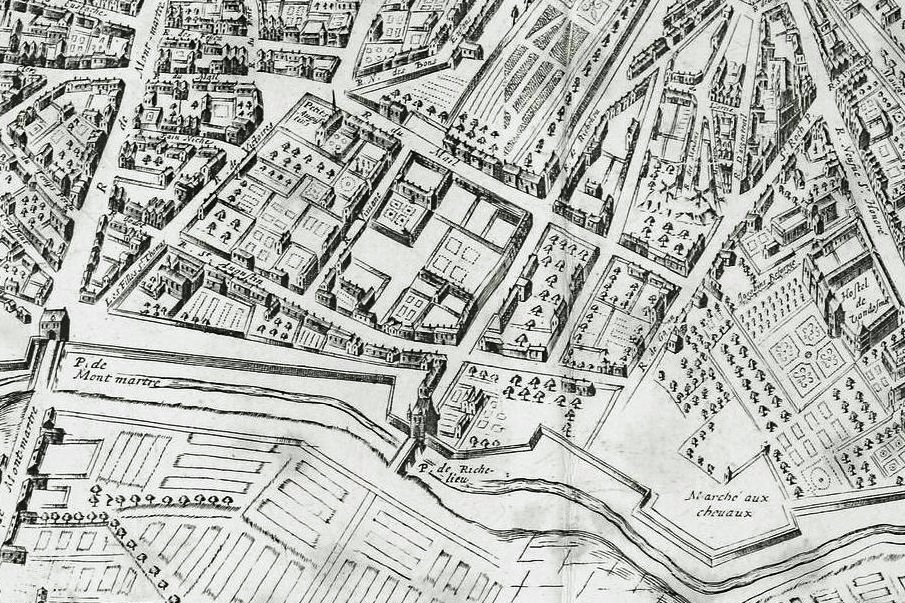
La porte Richelieu dans son environnement, vue du nord-ouest, sur le plan de Boisseau (1648).

## Situation
La porte se trouvait sur le tracé de la rue de Richelieu, entre les rues Saint-Augustin et Neuve-des-Fossés-Montmartre (actuelle rue Feydeau), et plus précisément entre les rues de la Bourse et du Quatre-Septembre actuelles, alors inexistantes,.

## Histoire
Un traité est signé entre le roi et un dénommé Charles Froger — commis et prête-nom du spéculateur Louis Le Barbier — le 23 novembre 1633, en vue du lotissement du faubourg Richelieu. Une clause prévoit que le promoteur devra construire une porte sur la nouvelle rue de Richelieu. Élevée en 1634, elle est alors l'une des trois seules portes du nouveau rempart construit sous le règne de Louis XIII, dit enceinte des Fossés jaunes, pour agrandir la rive droite de la ville par l'ouest et ainsi intégrer intra muros le faubourg construit par le cardinal de Richelieu. La porte fut démolie en 1701.
Au-delà de la porte, la rue de Richelieu porta les noms de « rue du Faubourg-Richelieu » et « rue de la Grange-Batelière ».